# Pyreferra hesperidago
Pyreferra hesperidago är en fjärilsart som beskrevs av Achille Guenée. Pyreferra hesperidago ingår i släktet Pyreferra och familjen nattflyn. Inga underarter finns listade.